# 三角座R
三角座R，又名BD+33 470，HD 16210、SAO 、HR 758，是三角座的一颗恒星，视星等为5.3，位于銀經146.59，銀緯-23.71，其B1900.0坐标为赤經2h 30m 57.7s，赤緯+33° -23.71′ 53″。